# بسته‌بندی پیشرفته (نیم‌رساناها)
بسته‌بندی پیشرفته (به انگلیسی: Advanced packaging) عبارت است از انبوهش و میان‌هابندش قطعات قبل از بسته‌بندی مدار مجتمع سنتی که در آن یک دای بسته‌بندی می‌شود. بسته‌بندی پیشرفته اجازه می‌دهد تا چندین افزاره، از جمله افزاره‌های الکتریکی، مکانیکی یا نیم‌رسانا، با هم ادغام و به عنوان یک افزاره الکترونیکی بسته‌بندی شوند. بسته‌بندی پیشرفته از فرایندها و فنون‌هایی استفاده می‌کند که معمولاً در تأسیسات برساخت نیم‌رساناها انجام می‌شوند، برخلاف بسته‌بندی مدار مجتمع مرسوم که اینطور نیست؛ بنابراین بسته‌بندی پیشرفته بین ساخت و بسته‌بندی سنتی - یا به عبارت دیگر، بین بی‌ئی‌اوال و پسابرساخت (به انگلیسی: post-fab) قرار می‌گیرد. بسته‌بندی پیشرفته شامل ماژول‌های چندتراشه‌ای، آی‌سی‌های سه‌بعدی، آی‌سی‌های ۲٫۵ بعدی، مجتمع‌سازی ناهمگن، بسته‌بندی سطح‌ویفر با گنجایش‌خروجی، سامانه در بسته، بسته‌بندی آژیدن، منطق ترکیبی (پردازنده‌ها) و حافظه در یک بسته، پشته‌سازی دای، بندزنی/پشته‌سازی ویفر، چندین تراشک یا دای‌ها در یک بسته، ترکیبی از این فنون‌ها و موارد دیگر است. آی سی‌های ۲٫۵ بعدی و سه بعدی را بسته‌های ۲٫۵ بعدی یا سه بعدی نیز می‌نامند.
بسته‌بندی پیشرفته می‌تواند به دستیابی به دستاوردهای عملکردی از طریق ادغام چندین افزاره در یک بسته و افزایش بازدهی مرتبط (با کاهش مسافتی که سیگنال‌ها باید طی کنند، به عبارت دیگر کاهش مسیرهای سیگنال)، و امکان اتصال‌های زیاد بین افزاره‌ها، بدون نیاز به متوسل شدن به ترانزیستورهای کوچکتر که ساخت آنها به‌طور فزاینده ای دشوارتر شده است، کمک کند. بسته‌بندی با گنجایش‌خروجی به عنوان یک گزینه کم‌هزینه برای بسته‌بندی‌های پیشرفته دیده می‌شود.
بسته‌بندی پیشرفته در بسط‌یافتن قانون مور اساسی در نظر گرفته می‌شود. نمونه ای از ادغام ناهمگن، ئی‌ام‌آی‌بی اینتل است که از پُل‌های ساخته‌شده بر روی زیرلایههای سیلیکونی برای اتصال دای‌های مختلف به یکدیگر استفاده می‌کند. مثال دیگر فناوری CoWoS TSMC است که از یک میان‌نهادنده استفاده می‌کند. بسته‌بندی پیشرفته ارتباط نزدیکی با یکپارچه‌سازی سامانه دارد، که در سامانه‌های مرتبط با «هوش مصنوعی، یادگیری ماشین، خودروسازی و 5G» استفاده می‌شود. یکپارچه‌سازی سامانه شامل «راه‌هایی برای جلوگیری از قرار دادن همه چیز بر روی یک تک تراشه با ایجاد سامانه‌ای است که چندین تراشه کوچک‌تر یا تراشک‌ها را به‌هم متصل می‌کند» بسته‌های پیشرفته می‌توانند تراشک‌هایی از چندین فروشنده داشته باشند. برای فعال کردن این امر، استانداردهایی برای اتصال تراشک‌ها مانند UCie ایجاد شده است.